# Reinwardtoena
Reinwardtoena là một chi chim trong họ Columbidae.

## Các loài
Chi này gồm 3 loài còn sinh tồn:
1. Reinwardtoena browni
2. Reinwardtoena crassirostris
3. Reinwardtoena reinwardti